# Inoke Takiveikata
Ratu Inoke Takiveikata, né en 1947 et mort le 13 avril 2025, est un grand chef autochtone et homme politique fidjien.

## Biographie
En 1997, Inoke Takiveikata devient Turaga na Qaranivalu, chef autochtone suprême de la province de Naitasiri, sur l'île de Viti Levu, dans la confédération Kubuna,.
En 2000, le Premier ministre Laisenia Qarase le nomme ministre du Développement régional et ministre des Affaires multi-ethniques dans le gouvernement de droite ethno-nationaliste autochtone qui fait suite au coup d'État de l'an 2000. En septembre 2001, après les élections législatives, Laisenia Qarase le fait membre du Sénat.
En décembre 2004, reconnu coupable par la justice d'avoir incité en novembre 2000 la mutinerie au sein des Forces militaires de la république des Fidji qui a fait huit morts et qui avait eu pour but d'assassiner le chef des armées Frank Bainimarama, il est condamné à l'emprisonnement à perpétuité. Sa condamnation est cassée pour vice de procédure en juin 2007 et il est libéré. À l'issue d'un nouveau procès, il est à nouveau condamné à la prison à perpétuité en 2011. Le président Ratu Wiliame Katonivere lui accorde la grâce le 20 décembre 2023, et il est libéré,. Il siège alors au Grand Conseil des Chefs.
Inoke Takiveikata meurt à l'hôpital à Suva le 13 avril 2025, à l'âge de 78 ans,.